# Sébastien Trochereau de Bouillay
Sébastien Trochereau de Bouillay, né le 5 septembre 1752 à Moulins (Allier) et mort le 12 novembre 1842 à Moulins, est un général de brigade de la Révolution française.

## Biographie
Il entre en service en 1770 en tant que sous-lieutenant au régiment de Quercy, puis promu lieutenant en 1776 il rejoint le régiment de Rohan-Soubise avec lequel il participe à la guerre en Amérique de 1780 à 1783. Promu capitaine en 1784 il abandonne la vie militaire en 1791 avant de reprendre du service dans les volontaires ou il est élu lieutenant-colonel en second le 7 octobre 1791, puis lieutenant-colonel commandant le 1er bataillon de volontaires de l'Allier le 12 octobre suivant. Il devient chef de brigade le 5 décembre 1792.
Il est promu général de brigade le 28 janvier 1794 et il est suspendu le 13 février suivant en raison d'une charge anoblissante de secrétaire du Roi occupée par son grand-père paternel. Il proteste qu'il n'a jamais joui des privilèges associés, son père n'étant décédé que depuis peu, et affirme ses sentiments républicains, mais sans succès.
Marié en 1805, il devient maire d'Hauterive en 1806.
À la Restauration, il demande une retraite et la croix de Saint-Louis, sans plus de succès, son dossier militaire contenant la lettre précédente.